# Code of the Streets
Code of the Streets (bra Código das Ruas) é um filme estadunidense de 1939, do gênero drama, dirigido por Harold Young, com roteiro de Arthur T. Horman.

## Elenco
- Harry Carey ... detetive John Lewis
- Frankie Thomas ... Bob Lewis
- James McCallion ... Danny Shay
- Juanita Quigley ... Cynthia
- El Brendel ... Mikhail 'Micky' Bjorgulfsen
- Leon Ames ... 'Chick' Foster
- Paul Fix ... Tommy Shay
- Marc Lawrence ... capanga Halstead
- Dorothy Arnold ... Mildred
- Harris Berger ... Sailor
- Hal E. Chester ... Murph
- Charles Duncan ... Monk
- William 'Billy' Benedict ... Trouble
- David Gorcey ... Yap
- Mark Daniels ... jovem